# Associazione Sportiva Dilettantistica Città di Siracusa 2015-2016
Questa pagina raccoglie le informazioni riguardanti dell'Associazione Sportiva Dilettantistica Città di Siracusa nelle competizioni ufficiali della stagione 2015-2016.

## Stagione
Nella stagione 2015-2015, il Siracusa ottenne la promozione in Lega Pro, ritornado nei professionisti dopo quattro anni di assenza.

## Divise e sponsor
Lo sponsor tecnico per la stagione 2015-2016 è Onis mentre lo sponsor ufficiale è Premier Group.
| Casa | Trasferta |

## Organigramma societario
Di seguito sono riportati i membri dello staff del Siracusa.
Area direttiva
- Presidente: Angelo Zammitti
- Direttore generale: Simona Marletta
- Responsabile logistica: Giovanni Abela
- Addetto agli arbitri: Elio Gervasi

Area comunicazione
- Addetto stampa: Lino Russo

Area marketing
- Responsabile marketing: Marco Occhipinti

Area tecnica
- Responsabile Area Tecnica: Antonello Laneri
- Direttore sportivo: Antonino Alfio Finocchiaro
- Allenatore: Lorenzo Alacqua, dal 24 settembre 2015 Andrea Sottil[5]
- Vice allenatore: Gianluca Cristaldi
- Team manager: Antonio Midolo
- Allenatore portieri: Luca Siringo, dal 24 novembre 2015 Graziano Urso[6]
- Preparatore atletico: Cristian Bella

Area sanitaria
- Medico sociale: Mariano Caldarella
- Fisioterapista: Maurizio Iacono
- Massaggiatore: Massimo Pantano

## Rosa
La rosa del Siracusa nella stagione 2015-2016.
| N. |                   | Ruolo | Calciatore                |
| -- | ----------------- | ----- | ------------------------- |
|    | Italia (bandiera) | P     | Jacopo Viola              |
|    | Italia (bandiera) | P     | Riccardo D'Alessandro     |
|    | Italia (bandiera) | P     | Daniel Serenari           |
|    | Italia (bandiera) | P     | Alessandro Evola          |
|    | Italia (bandiera) | D     | Michele Barbiero          |
|    | Italia (bandiera) | D     | Agatino Chiavaro          |
|    | Italia (bandiera) | D     | Pietro Dentice            |
|    | Italia (bandiera) | D     | Davide Ferrara            |
|    | Italia (bandiera) | D     | Alessandro Liistro        |
|    | Italia (bandiera) | D     | Amedeo Marghi             |
|    | Italia (bandiera) | D     | Gaetano Marino            |
|    | Italia (bandiera) | D     | Enrico Monterosso         |
|    | Italia (bandiera) | D     | Simone Napoli             |
|    | Italia (bandiera) | D     | Antonio Orefice           |
|    | Italia (bandiera) | D     | Davide Porcaro            |
|    | Italia (bandiera) | D     | Rosario Rizzo             |
|    | Italia (bandiera) | D     | Alfredo Santamaria        |
|    | Italia (bandiera) | D     | Francesco Vindigni        |
|    | Italia (bandiera) | C     | Davide Baiocco (capitano) |

| N. |                           | Ruolo | Calciatore          |
| -- | ------------------------- | ----- | ------------------- |
|    | Italia (bandiera)         | C     | Simone Figura       |
|    | Italia (bandiera)         | C     | Agostino Gallo      |
|    | Italia (bandiera)         | C     | Carmine Giordano    |
|    | Italia (bandiera)         | C     | Marco Palermo       |
|    | Italia (bandiera)         | C     | Giuseppe Savanarola |
|    | Argentina (bandiera)      | C     | Fernando Spinelli   |
|    | Italia (bandiera)         | C     | Emanuele Trofo      |
|    | Italia (bandiera)         | A     | Nicola Arena        |
|    | Italia (bandiera)         | A     | Emanuele Catania    |
|    | Italia (bandiera)         | A     | Gerlando Contino    |
|    | Italia (bandiera)         | A     | Lorenzo Crocetti    |
|    | Costa d'Avorio (bandiera) | A     | Ange Tresor Dezai   |
|    | Italia (bandiera)         | A     | Mattia Gallon       |
|    | Argentina (bandiera)      | A     | Lucas Longoni       |
|    | Italia (bandiera)         | A     | Giuseppe Mascara    |
|    | Italia (bandiera)         | A     | Giovanni Ricciardo  |
|    | Italia (bandiera)         | A     | Giuseppe Sibilli    |
|    | Italia (bandiera)         | A     | Emanuele Testardi   |

## Calciomercato
Di seguito sono riportati i trasferimenti del calciomercato 2015-2016 del Siracusa.

### Sessione estiva(dal 01/07 al 31/08)
| Acquisti | Acquisti            | Acquisti     | Acquisti   |
| R.       | Nome                | da           | Modalità   |
| -------- | ------------------- | ------------ | ---------- |
| P        | Alessandro Evola    | Akragas      | definitivo |
| P        | Jacopo Viola        |              | svincolato |
| D        | Federico Vindigni   | Akragas      | definitivo |
| D        | Daniele Messina     | Leonfortese  | definitivo |
| D        | Agatino Chiavaro    | Akragas      | definitivo |
| D        | Davide Ferrara      |              | svincolato |
| D        | Rosario Rizzo       |              | svincolato |
| C        | Michele Barbiero    |              | svincolato |
| C        | Francesco Simonetti | Isola Liri   | definitivo |
| C        | Daniele Patané      | Palermo      | definitivo |
| C        | Carmine Giordano    | Gavorrano    | definitivo |
| C        | Agostino Gallo      | Catania      | prestito   |
| C        | Simone Figura       |              | svincolato |
| C        | Davide Baiocco      |              | svincolato |
| A        | Lorenzo Crocetti    | Siena        | definitivo |
| A        | Emanuele Catania    | Akragas      | definitivo |
| A        | Ange Tresor Dezai   | Modena       | definitivo |
| A        | Giuseppe Sibilli    | Sant'Agnello | definitivo |
| A        | Emanuele Testardi   |              | svincolato |
| A        | Lucas Longoni       |              | svincolato |

| Cessioni | Cessioni            | Cessioni | Cessioni   |
| R.       | Nome                | a        | Modalità   |
| -------- | ------------------- | -------- | ---------- |
| P        | Jonathan Pandolfo   | Scordia  | definitivo |
| P        | Federico Russo      |          | svincolato |
| D        | Daniele Messina     | Nuorese  | definitivo |
| D        | Pasquale Chiariello |          | svincolato |
| C        | Giuseppe Grasso     | Noto     | definitivo |
| C        | Dario Patané        | Noto     | definitivo |
| C        | Francesco Simonetti | Isernia  | prestito   |
| C        | Daniele Conti       |          | svincolato |
| A        | Mattia Mastrolilli  |          | svincolato |

### Sessione invernale(dal 04/01 al 01/02)
| Acquisti | Acquisti              | Acquisti       | Acquisti   |
| R.       | Nome                  | da             | Modalità   |
| -------- | --------------------- | -------------- | ---------- |
| P        | Riccardo D'Alessandro | Venezia        | definitivo |
| D        | Amedeo Marghi         | Genoa          | prestito   |
| D        | Gaetano Marino        | Grosseto       | definitivo |
| D        | Davide Porcaro        | Benevento      | prestito   |
| D        | Pietro Dentice        |                | svincolato |
| C        | Giuseppe Savanarola   | Akragas        | definitivo |
| C        | Michele Barbiero      |                | svincolato |
| C        | Emanuele Trofo        | Sambenedettese | definitivo |
| C        | Fernando Spinelli     |                | svincolato |
| A        | Nicola Arena          | Reggina        | definitivo |
| A        | Mattia Gallon         | Marsala        | definitivo |
| A        | Giovanni Ricciardo    | Nardò          | definitivo |

| Cessioni | Cessioni            | Cessioni   | Cessioni      |
| R.       | Nome                | a          | Modalità      |
| -------- | ------------------- | ---------- | ------------- |
| D        | Davide Ferrara      | Pomigliano | definitivo    |
| D        | Rosario Rizzo       |            | svincolato    |
| D        | Pasquale Chiariello |            | svincolato    |
| C        | Agostino Gallo      | Catania    | fine prestito |
| A        | Emanuele Testardi   | Potenza    | definitivo    |
| A        | Lorenzo Crocetti    | Gubbio     | definitivo    |
| A        | Giuseppe Mascara    |            | svincolato    |

## Risultati

### Serie D

#### Girone di andata
| Arbitro: | Lalomia (Agrigento) |

|                                   |           |             |
| Riccobono 10’ (rig.) Candiano 73’ | Marcatori | 38’ Catania |

| 13 settembre 2015 2ª giornata |  | – turno di riposo |  |  |

| Arbitro: | Marinetti (Lovere) |

|                   |           |                            |
| Crocetti 11’, 27’ | Marcatori | 80’ Calabrese 90’ Castaldo |

| Arbitro: | De Santis (Lecce) |

|                                        |           |                          |
| Varchetta 43’ Celiento 59’ Vaccaro 61’ | Marcatori | 64’ Catania 80’ Crocetti |

| Arbitro: | Bitonti (Bologna) |

|                                          |           |                       |
| Palermo 18’ Catania 25’, 81’ Sibilli 51’ | Marcatori | 8’, 57’ (rig.) Foggia |

| Arbitro: | Meraviglia (Pistoia) |

|                     |           |                                    |
| D'Agosta 43’ (rig.) | Marcatori | 24’ Catania 35’ Dezai 70’ Crocetti |

| Arbitro: | Moro (Schio) |

|                                           |           |  |
| Catania 29’, 42’ Sibilli 54’ Testardi 71’ | Marcatori |  |

| Arbitro: | Longo (Paola) |

|  |           |           |
|  | Marcatori | 86’ Dezai |

| Arbitro: | Maranesi (Ciampino) |

|                                      |           |                             |
| Catania 33’ Longoni 83’ Crocetti 86’ | Marcatori | 19’ Mautone 75’ Zampaglione |

| Arbitro: | Gualtieri (Asti) |

|                                       |           |                                  |
| Assenzio Candeloro 65’ Sciliberto 69’ | Marcatori | 42’ (rig.) Crocetti 85’ Testardi |

| Arbitro: | Miniutti (Maniago) |

|                                                             |           |             |
| Crocetti 22’, 25’ Longoni 67’ (rig.) Dezai 70’ Testardi 76’ | Marcatori | 40’ De Luca |

| Piraino 8 novembre 2015, ore 14:30 CET 12ª giornata | Due Torri           | 0 – 0 referto | Siracusa | Stadio Enzo Vasi\| Arbitro: \| Maranesi (Ciampino) \| |
| Arbitro:                                            | Maranesi (Ciampino) |               |          |                                                       |

| Arbitro: | Moriconi (Roma) |

|                                    |           |            |
| Dezai 31’ Testardi 34’ Catania 61’ | Marcatori | 50’ D'Ursi |

| Arbitro: | D'Ascanio (Ancona) |

|                     |           |  |
| Di Capua 62’ (rig.) | Marcatori |  |

| Arbitro: | D'Aquino (Roma) |

|                                |           |  |
| Longoni 58’ (rig.) Palermo 86’ | Marcatori |  |

| Arbitro: | Cavallina (Parma) |

|  |           |             |
|  | Marcatori | 45’ Catania |

| Arbitro: | Gariglio (Pinerolo) |

|                                   |           |             |
| Sibilli 46’ Longoni 56’ Dezai 65’ | Marcatori | 76’ De Rosa |

| Arbitro: | Mastrogiuseppe (Sulmona) |

|             |           |  |
| Malerba 15’ | Marcatori |  |

| Arbitro: | Plerico (Torino) |

|                     |           |  |
| Arena 47’ Dezai 80’ | Marcatori |  |

#### Girone di ritorno
| Arbitro: | Turchet (Pordenone) |

|                      |           |                          |
| Gallon 32’ Dezai 81’ | Marcatori | 43’ Giardina 86’ Palazzo |

| 10 gennaio 2016 21ª giornata |  | – turno di riposo |  |  |

| Arbitro: | Zufferli (Udine) |

|  |           |                                |
|  | Marcatori | 1’ Arena 66’ Dezai 84’ Catania |

| Arbitro: | Cudilli (Fermo) |

|                    |           |                     |
| Catania 49’ (rig.) | Marcatori | 69’ (rig.) Celiento |

| Arbitro: | Meraviglia (Pistoia) |

|                   |           |                       |
| Foggia 20’ (rig.) | Marcatori | 78’ (rig.) Savanarola |

| Arbitro: | D'Ambrogio (Frosinone) |

|                                 |           |  |
| Catania 35’ Savanarola 41’, 53’ | Marcatori |  |

| Arbitro: | Fusco (Brindisi) |

|             |           |                                          |
| Saturno 66’ | Marcatori | 20’ (rig.) Catania 43’ (rig.) Savanarola |

| Arbitro: | Ruggiero (Roma) |

|                      |           |  |
| Longoni 90+5’ (rig.) | Marcatori |  |

| Arbitro: | Gualtieri (Asti) |

|                        |           |                           |
| Oggiano 23’ Tiboni 57’ | Marcatori | 38’ Baiocco 86’ Ricciardo |

| Arbitro: | Lorenzin (Castelfranco Veneto) |

|                         |           |  |
| Porcaro 10’ Catania 60’ | Marcatori |  |

| Arbitro: | Capezzi (Valdarno) |

|           |           |                                |
| Mejri 20’ | Marcatori | 36’ (rig.) Catania 71’ Sibilli |

| Arbitro: | Berger (Pinerolo) |

|              |           |               |
| Giordano 65’ | Marcatori | 48’ Cicirello |

| Arbitro: | Carella (Bari) |

|                   |           |             |
| Franco 90’ (rig.) | Marcatori | 40’ Catania |

| Arbitro: | Guarnieri (Empoli) |

|                                       |           |  |
| Ricciardo 26’, 56’ Longoni 65’ (rig.) | Marcatori |  |

| Arbitro: | Maranesi (Ciampino) |

|  |           |                                     |
|  | Marcatori | 25’ Dezai 37’ Ricciardo 47’ Catania |

| Arbitro: | Moro (Schio) |

|                       |           |  |
| Catania 15’ Dezai 79’ | Marcatori |  |

| Arbitro: | Gentile (Seregno) |

|            |           |              |
| D'Anna 60’ | Marcatori | 28’ Chiavaro |

| Arbitro: | Severino (Campobasso) |

|                  |           |  |
| Catania 23’, 48’ | Marcatori |  |

| Arbitro: | Ayroldi (Molfetta) |

|                                      |           |                      |
| Gigliotti 62’ Kyeremateng 80’ (rig.) | Marcatori | 1’ Longoni 63’ Dezai |

#### Poule Scudetto
| Arbitro: | Cavallina (Parma) |

|                     |           |                                                  |
| Giordano 87’ (rig.) | Marcatori | 9’ Ansini 16’ Invernizzi 28’ Neglia 72’ Bernardo |

| 13 settembre 2015 Turno preliminare - 2ª giornata |  | – turno di riposo |  |  |

| Arbitro: | Capovilla (Verona) |

|               |           |                            |
| Masini 6’, 7’ | Marcatori | 2’, 71’ Gallon 66’ Orefice |

### Coppa Italia Serie D
| Arbitro: | Ignazio Pennino (Palermo) |

|             |           |                         |
| Palermo 34’ | Marcatori | 31’ Bellino 46’ Ousmane |

## Statistiche

### Statistiche di squadra
| Competizione         | Punti | In casa | In casa | In casa | In casa | In casa | In casa | In trasferta | In trasferta | In trasferta | In trasferta | In trasferta | In trasferta | Totale | Totale | Totale | Totale | Totale | Totale | DR  |
| Competizione         | Punti | G       | V       | N       | P       | Gf      | Gs      | G            | V            | N            | P            | Gf           | Gs           | G      | V      | N      | P      | Gf     | Gs     | DR  |
| -------------------- | ----- | ------- | ------- | ------- | ------- | ------- | ------- | ------------ | ------------ | ------------ | ------------ | ------------ | ------------ | ------ | ------ | ------ | ------ | ------ | ------ | --- |
| Serie D              | 74    | 18      | 14      | 4       | 0       | 45      | 13      | 18           | 7            | 7            | 4            | 27           | 19           | 36     | 21     | 11     | 4      | 72     | 32     | +40 |
| Poule Scudetto       | 3     | 1       | 0       | 0       | 1       | 1       | 4       | 1            | 1            | 0            | 0            | 3            | 2            | 2      | 1      | 0      | 1      | 4      | 6      | -2  |
| Coppa Italia Serie D | -     | 1       | 0       | 0       | 1       | 1       | 2       | 0            | 0            | 0            | 0            | 0            | 0            | 1      | 0      | 0      | 1      | 1      | 2      | -1  |
| Totale               | -     | 20      | 14      | 4       | 2       | 47      | 19      | 19           | 8            | 7            | 4            | 30           | 21           | 39     | 22     | 11     | 6      | 77     | 40     | -37 |

### Statistiche dei giocatori
Sono in corsivo i calciatori che hanno lasciato la società a stagione in corso.
| Giocatore       | Serie D + Poule Scudetto | Serie D + Poule Scudetto | Serie D + Poule Scudetto | Serie D + Poule Scudetto | Coppa Italia Serie D | Coppa Italia Serie D | Coppa Italia Serie D | Coppa Italia Serie D | Totale   | Totale | Totale      | Totale     |
| Giocatore       | Presenze                 | Reti                     | Ammonizioni              | Espulsioni               | Presenze             | Reti                 | Ammonizioni          | Espulsioni           | Presenze | Reti   | Ammonizioni | Espulsioni |
| --------------- | ------------------------ | ------------------------ | ------------------------ | ------------------------ | -------------------- | -------------------- | -------------------- | -------------------- | -------- | ------ | ----------- | ---------- |
| N. Arena        | 8+2                      | 2                        | 0+1                      | 0                        | -                    | -                    | -                    | -                    | 10       | 2      | 1           | 0          |
| D. Baiocco      | 30                       | 1                        | 10                       | 0                        | -                    | -                    | -                    | -                    | 30       | 1      | 10          | 0          |
| M. Barbiero     | 23+1                     | 0                        | 5                        | 0                        | 1                    | 0                    | 0                    | 0                    | 25       | 0      | 5           | 0          |
| E. Catania      | 33+1                     | 21                       | 7+2                      | 0+1                      | -                    | -                    | -                    | -                    | 34       | 21     | 9           | 1          |
| A. Chiavaro     | 33+1                     | 1                        | 8                        | 0                        | -                    | -                    | -                    | -                    | 34       | 1      | 8           | 0          |
| G. Contino      | 1                        | 0                        | 0                        | 0                        | -                    | -                    | -                    | -                    | 1        | 0      | 0           | 0          |
| L. Crocetti     | 16                       | 8                        | 0                        | 0                        | -                    | -                    | -                    | -                    | 16       | 8      | 0           | 0          |
| R. D'Alessandro | 17                       | -?                       | 2                        | 0                        | -                    | -                    | -                    | -                    | 17       | -0+    | 2           | 0          |
| P. Dentice      | 15+1                     | 0                        | 4                        | 0                        | -                    | -                    | -                    | -                    | 16       | 0      | 4           | 0          |
| A. Dezai        | 31+2                     | 11                       | 6+1                      | 1                        | 1                    | 0                    | 0                    | 0                    | 34       | 11     | 7           | 1          |
| A. Evola        | -                        | -                        | -                        | -                        | 1                    | -2                   | 0                    | 0                    | 1        | -2     | 0           | 0          |
| D. Ferrara      | 0                        | 0                        | 0                        | 0                        | -                    | -                    | -                    | -                    | 0        | 0      | 0           | 0          |
| S. Figura       | 2                        | 0                        | 0                        | 0                        | 1                    | 0                    | 0                    | 0                    | 3        | 0      | 0           | 0          |
| A. Gallo        | 1                        | 0                        | 0                        | 0                        | 1                    | 0                    | 1                    | 0                    | 2        | 0      | 1           | 0          |
| M. Gallon       | 9+1                      | 1+2                      | 0                        | 1                        | -                    | -                    | -                    | -                    | 10       | 3      | 0           | 1          |
| C. Giordano     | 30+2                     | 1+1                      | 7                        | 1                        | 1                    | 0                    | 0                    | 0                    | 33       | 2      | 7           | 1          |
| A. Liistro      | 3                        | 0                        | 1                        | 0                        | 1                    | 0                    | 0                    | 0                    | 4        | 0      | 1           | 0          |
| L. Longoni      | 21+1                     | 7                        | 5                        | 0                        | 1                    | 0                    | 0                    | 0                    | 23       | 7      | 5           | 0          |
| A. Marghi       | 7+1                      | 0                        | 1                        | 1                        | -                    | -                    | -                    | -                    | 8        | 0      | 1           | 1          |
| G. Marino       | 1                        | 0                        | 0                        | 0                        | -                    | -                    | -                    | -                    | 1        | 0      | 0           | 0          |
| G. Mascara      | 7                        | 0                        | 1                        | 0                        | -                    | -                    | -                    | -                    | 7        | 0      | 1           | 0          |
| E. Monterosso   | 1                        | 0                        | 0                        | 0                        | 1                    | 0                    | 0                    | 0                    | 2        | 0      | 0           | 0          |
| S. Napoli       | 1                        | 0                        | 1                        | 0                        | -                    | -                    | -                    | -                    | 1        | 0      | 1           | 0          |
| A. Orefice      | 24+1                     | 0+1                      | 5                        | 0                        | -                    | -                    | -                    | -                    | 25       | 1      | 5           | 0          |
| M. Palermo      | 24+2                     | 2                        | 2                        | 1                        | 1                    | 1                    | 0                    | 0                    | 27       | 3      | 2           | 1          |
| D. Porcaro      | 5+1                      | 1                        | 1                        | 0                        | -                    | -                    | -                    | -                    | 6        | 1      | 1           | 0          |
| G. Ricciardo    | 12                       | 4                        | 3                        | 0                        | -                    | -                    | -                    | -                    | 12       | 4      | 3           | 0          |
| R. Rizzo        | 4                        | 0                        | 0                        | 0                        | 1                    | 0                    | 0                    | 0                    | 5        | 0      | 0           | 0          |
| A. Santamaria   | 21+2                     | 0                        | 4                        | 0                        | -                    | -                    | -                    | -                    | 23       | 0      | 4           | 0          |
| G. Savanarola   | 10+2                     | 4                        | 2                        | 0                        | -                    | -                    | -                    | -                    | 12       | 4      | 2           | 0          |
| G. Sibilli      | 29                       | 5                        | 8                        | 1                        | 1                    | 0                    | 0                    | 0                    | 30       | 5      | 8           | 1          |
| D. Serenari     | 0                        | -0                       | 0                        | 0                        | -                    | -                    | -                    | -                    | 0        | -0     | 0           | 0          |
| F. Spinelli     | 24+1                     | 0                        | 7                        | 0                        | -                    | -                    | -                    | -                    | 25       | 0      | 7           | 0          |
| E. Testardi     | 10                       | 4                        | 1                        | 0                        | 1                    | 0                    | 0                    | 0                    | 11       | 4      | 1           | 0          |
| E. Trofo        | 3+1                      | 0                        | 0                        | 0                        | -                    | -                    | -                    | -                    | 4        | 0      | 0           | 0          |
| F. Vindigni     | 26+2                     | 0                        | 5                        | 2                        | 1                    | 0                    | 0                    | 0                    | 29       | 0      | 5           | 2          |
| J. Viola        | 19+2                     | -?+-6                    | 1                        | 0                        | -                    | -                    | -                    | -                    | 21       | -6     | 1           | 0          |